# Jižní Karolína
Jižní Karolína (anglicky South Carolina  [ˌsaʊθ kærəˈlaɪnə]IPA, oficiálně State of South Carolina) je stát nacházející se na východním pobřeží Spojených států amerických, v Jihoatlantské oblasti jižního regionu USA. Jižní Karolína hraničí na severu se Severní Karolínou a na jihozápadě s Georgií. Východní ohraničení státu tvoří Atlantský oceán.
Název státu je odvozen od latinské formy jména krále Karla I. Stuarta (Carolus), který dal podnět ke vzniku původní anglické kolonie, zahrnující obě Karolíny.
Jižní Karolína je známa svým pobřežím s mnoha ostrovy. Krásné parky, historická města a bývalé plantáže přibližují návštěvníkům koloniální dobu a do těchto končin přenesenou afroamerickou a evropskou kulturu.

## Dějiny
Na území pozdějších dvou unijních států vznikla ve 20. letech 17. století Provincie Karolína (Province of Carolina). Tato anglická kolonie se roku 1729 rozdělila na Province of North Carolina (severní část) a Province of South Carolina (jižní část).
Jižní Karolína byla roku 1776 jednou z původních třinácti kolonií, které založily Spojené státy americké (USA). Byla prvním státem (resp. anglickou provincií), který ratifikoval Články Konfederace a trvalé unie. Trvalou Ústavu Spojených států amerických ratifikovala Jižní Karolína jako osmý stát v pořadí, a to dne 23. května 1788. Byla však také prvním státem, který se před začátkem občanské války oddělil od Spojených států (Unie), a to 20. prosince 1860. O několik měsíců později začala v charlestonském Fort Sumteru americká občanská válka, během níž byla Jižní Karolína v letech 1861–1865 součástí Konfederovaných států amerických. Po porážce Konfederace v občanské válce byla roku 1868 opět připojena k Unii.

## Geografie
Se svou rozlohou 82 931 km² je Jižní Karolína 40. největším státem USA, v počtu obyvatel (4,96 milionu) je však 23. nejlidnatějším státem a s hodnotou hustoty zalidnění 64 obyvatel na km² je na devatenáctém místě. Hlavním a největším městem je Columbia se 130 tisíci obyvateli. Dalšími největšími městy jsou Charleston (130 tisíc obyv.), North Charleston (110 tisíc obyv.), Mount Pleasant (80 tisíc obyv.) a Rock Hill (70 tisíc obyv.). Jižní Karolíně patří 301 km pobřeží Atlantského oceánu. Nejvyšším bodem státu je vrchol Sassafras Mountain s nadmořskou výškou 1085 m v pohoří Blue Ridge Mountains. Největšími toky jsou řeky Pee Dee, Santee, Edisto a Savannah, které se všechny vlévají do Atlantského oceánu. Savannah zároveň tvoří hranici s Georgií.

## Demografie
Podle sčítání lidu z roku 2010 zde žilo 4 625 364 obyvatel.

### Rasové složení
- 66,2 % Bílí Američané (nehispánští běloši 64,1 % + běloši hispánského původu 2,1 %)
- 27,9 % Afroameričané
- 0,4 % Američtí indiáni
- 1,3 % Asijští Američané
- 0,1 % Pacifičtí ostrované
- 2,5 % Jiná rasa
- 1,7 % Dvě nebo více ras

Obyvatelé hispánského nebo latinskoamerického původu, bez ohledu na rasu, tvořili 5,1% populace.

### Náboženství
Jižní Karolína, podobně jako ostatní jižní státy, je protestantská. Příznačné je nízké procento lidí bez vyznání. Církevní příslušnost obyvatel je následující:
- křesťané – 92 %
  - protestanti – 84 %
    - baptisté – 45 %
    - metodisté – 15 %
    - presbyteriáni – 5 %
    - jiní protestanti – 19 %

  - římští katolíci – 7 %
  - jiní křesťané – 1 %
- jiná náboženství – 1 %
- bez vyznání – 7 %